# Teilchenpaket
Als Teilchenpaket oder englisch bunch bezeichnet man eine Gruppe gleichartiger Teilchen, die sich räumlich und zeitlich gemeinsam  in einem Teilchenbeschleuniger bewegen. Es kann sich um jede Art geladener Teilchen handeln, z. B. Elektronen, Positronen, Protonen, Antiprotonen oder Schwerionen. Auch die Elektronen im Klystron bilden solche Pakete.
Mit den in modernen Beschleunigern zur Beschleunigung verwendeten Hochfrequenz-Wechselfeldern kann kein kontinuierlicher Strahl erzeugt werden. Die Teilchen sammeln sich stattdessen in den Hochfrequenz-Buckets – denjenigen Stellen der elektromagnetischen Welle, an denen Teilchen stabil transportiert werden können – und bilden dadurch Teilchenpakete. Zwischen den Paketen bestehen Lücken ohne Teilchen.
Wichtigste Merkmale eines Teilchenpakets sind seine Ladung und seine Ausdehnung (Bunchlänge und Emittanz).